# Grémévillers
Grémévillers é uma comuna francesa na região administrativa de Altos da França, no departamento de Oise. Estende-se por uma área de 6,85 km². Em 2010 a comuna tinha 471 habitantes (densidade: 68,8 hab./km²).